# Vitorazsko

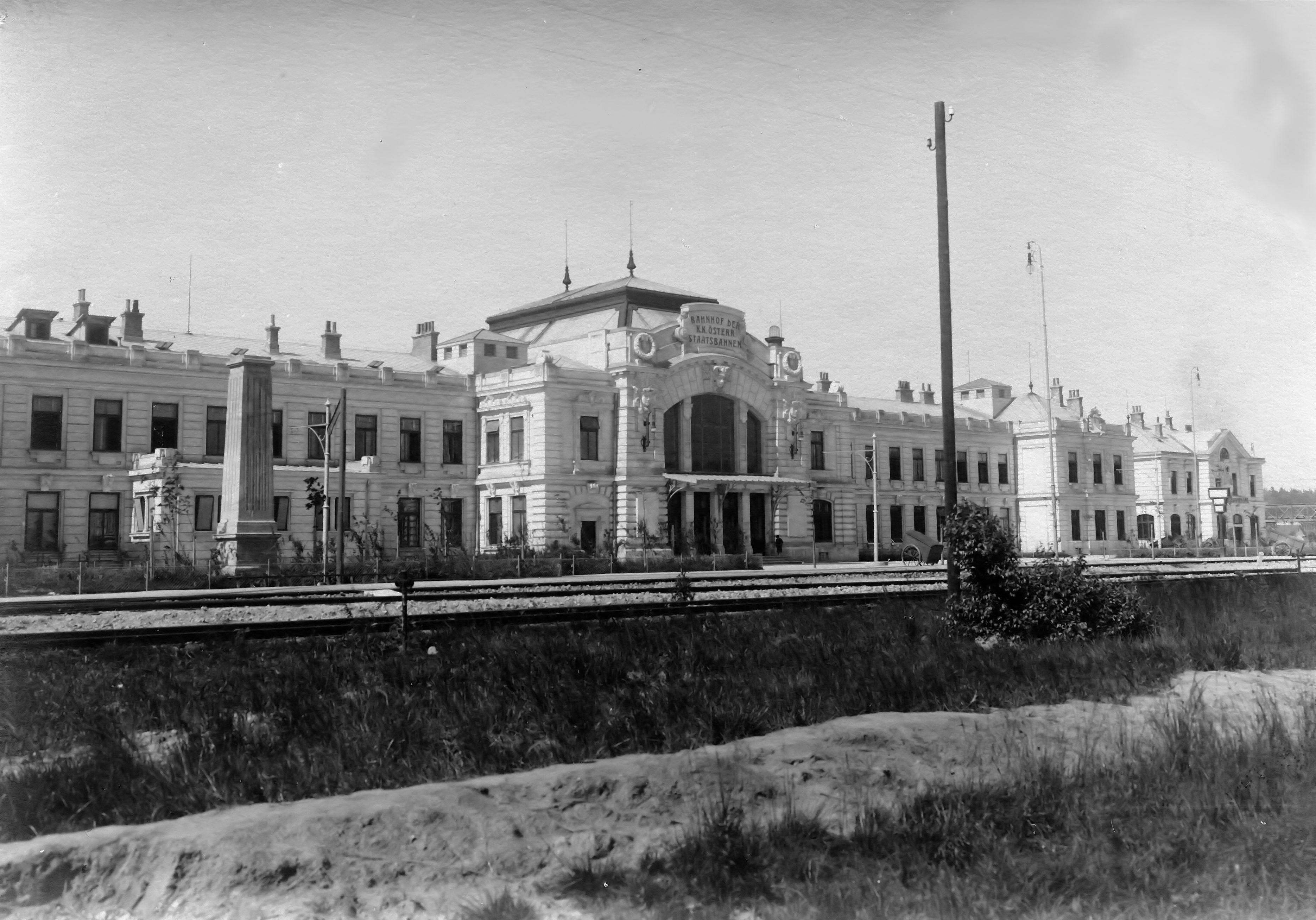
Dworzec kolejowy w Gmünd około 1900

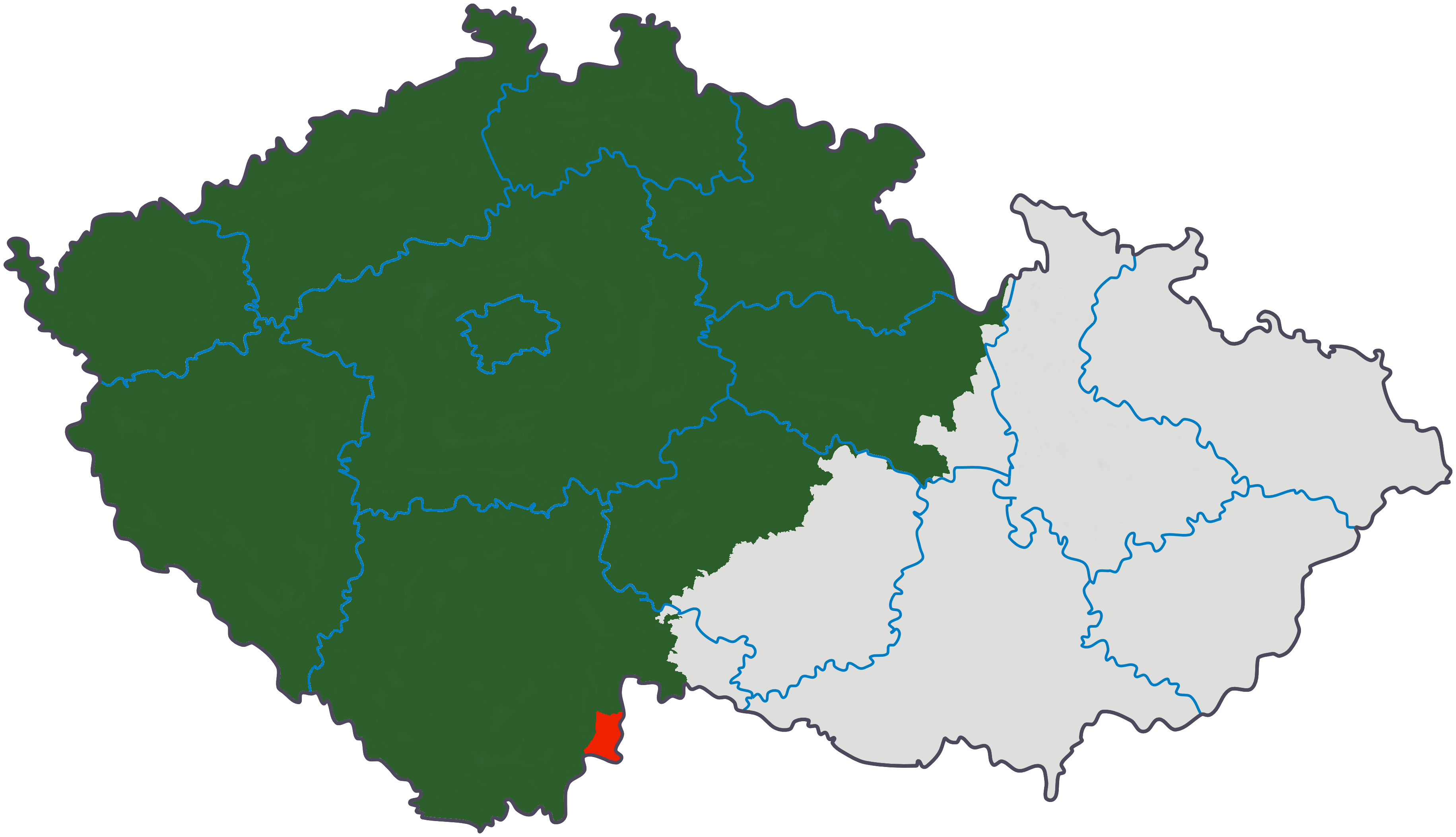
Vitorazsko na mapie Czech (na zielono historyczne Czechy)

Vitorazsko (pol. Ziemia Witoraska, niem. Weitraer Gebiet) – obszar na południu Czech, przy granicy z Austrią. Jeden z trzech skrawków Dolnej Austrii przyłączonych do Czechosłowacji po rozpadzie monarchii habsburskiej.
Vitorazsko stanowi zachodnią część dawnego okręgu Weitra (cz. Vitoraz) w Dolnej Austrii. Okręg ten od VI wieku był zasiedlony przez Słowian, należał do państwa wielkomorawskiego, a od X wieku - do Królestwa Czech. W 1179 od Czech odpadła południowa część Vitorazska. W 1296, w wyniku walk o schedę po Przemyślidach, Habsburgowie przyłączyli do Dolnej Austrii również północną część Vitorazska. Tereny te pozostały w składzie monarchii habsburskiej do czasu jej rozpadu, stopniowo ulegając germanizacji i na początku XX wieku zdecydowaną większość mieszkańców stanowili Niemcy.
Mocą traktatu w Saint Germain z 10 września 1919 roku Vitorazsko zostało podzielone na część wschodnią i zachodnią. Część wschodnia pozostała przy Dolnej Austrii jako powiat Gmünd. Część zachodnia, o powierzchni 113 km², zamieszkana przez 12.000 osób, 31 lipca 1920 roku została włączona do Czechosłowacji. W skład tego obszaru wchodziły wsie katastralne: 
1. Nakolice
2. część pozostawionej Austrii wsi Höhenberg
3. Trpnouze z osadą Obora
4. Nová Ves na Lužnicí z osadą Žofínská Huť
5. Halámky
6. Krabonoš
7. Dvory nad Lužnicí
8. Kunšach
9. Rapšach z osadami Spáleniště, Londyn i Vochůzka
10. Tušť z osadami Nový York i Paříž
11. Česká Cejle
12. Dolní Velenice (t. Běleč)
13. część miasta Gmünd (cz. Cmunt) na zachód od rzeki Lužnice – z osadą Josefovsko, osiedlem Mexiko, węzłem kolejowym i największymi w środkowej Europie warsztatami kolejowymi.

Po przyłączeniu do Czechosłowacji zachodnia część Gmünd, Dolní Velenice, Česká Cejle i Josefovsko zostały połączone w miasto České Velenice.
Obecnie Vitorazsko leży w kraju południowoczeskim – przeważająca część w powiecie Jindřichův Hradec, reszta w powiecie Czeskie Budziejowice.